# Babacar Niasse
Babacar Niasse M’Baye (ur. 20 grudnia 1996 w Dakarze) – mauretański piłkarz senegalskiego pochodzenia grający na pozycji bramkarza. Od 2023 jest zawodnikiem klubu En Avant Guingamp.

## Kariera klubowa
Swoją karierę piłkarską Niasse rozpoczął w senegalskim klubie Académie Aspire Sénégal. W 2015 roku wyjechał do Belgii i został zawodnikiem KAS Eupen. 16 stycznia 2016 zadebiutował w jego barwach w drugiej lidze belgijskiej w przegranym 0:1 domowym meczu z KFC Dessel Sport. W sezonie 2015/2016 awansował z Eupen do pierwszej ligi. Zawodnikiem Eupen był do 2019 roku.
Latem 2019 Niasse przeszedł do portugalskiego klubu CD Tondela. Swój debiut w nim zanotował 5 lipca 2020 w przegranym 0:1 domowym spotkaniu z FC Famalicão. W sezonie 2021/2022 spadł z Tondelą do drugiej ligi.
Latem 2023 Niasse został został zawodnikiem En Avant Guingamp.
| Sezon   | Klub       | Kraj       | Rozgrywki       | Mecze | Bramki |
| ------- | ---------- | ---------- | --------------- | ----- | ------ |
| 2015/16 | KAS Eupen  | Belgia     | Eerste klasse B | 13    | 0      |
| 2016/17 | KAS Eupen  | Belgia     | Eerste klasse A | 6     | 0      |
| 2017/18 | KAS Eupen  | Belgia     | Eerste klasse A | 8     | 0      |
| 2018/19 | KAS Eupen  | Belgia     | Eerste klasse A | 3     | 0      |
| 2019/20 | CD Tondela | Portugalia | Primeira Liga   | 5     | 0      |
| 2020/21 | CD Tondela | Portugalia | Primeira Liga   | 17    | 9      |
| 2021/22 | CD Tondela | Portugalia | Primeira Liga   | 6     | 0      |
| 2022/23 | CD Tondela | Portugalia | Liga Portugal 2 | 32    | 0      |

## Kariera reprezentacyjna
W reprezentacji Mauretanii Niasse zadebiutował 26 marca 2022 w wygranym 2:1 towarzyskim meczu z Mozambikiem, rozegranym w Nawakszucie. W 2024 roku powołano go do kadry na Puchar Narodów Afryki 2023. Rozegrał w nim cztery mecze: grupowe z Burkiną Faso (0:1), z Angolą (2:3) i z Algierią (1:0) oraz w 1/8 finału z Republiką Zielonego Przylądka (0:1).